# Рихів Потік (заповідне урочище)
Ри́хів Поті́к — заповідне урочище в Україні. Об'єкт природно-заповідного фонду Івано-Франківської області. 
Розташоване в межах Долинської міської громади Калуського району Івано-Франківської області, на південний схід від села Велика Тур'я.
Площа 7,3 га. Статус надано згідно з рішенням облвиконкому від 17.05.1983 року № 166. Перебуває у віданні РП «Долинський райагроліс».
Статус надано для збереження заболоченої ділянки, порослої вільшаником. Місце оселення звірів і птахів.